# Ремонт (военное дело)
Ремо́нт, Ремонтирование, Конский ремонт (от фр. remonte — «замена, вторичное снаряжение лошадей»: м., фрнц. re — пере, и monte — посадка, то есть — верховая езда) — поставка (заготовка) лошадей в армейские кавалерийские и артиллерийский, другие роды войск; офицер, занимавшийся закупкой лошадей — ремонте́р.

## История
Ремонтом ещё при Петре I назывался как способ комплектования войскового конного состава гвардии и армии покупкой лошадей «по вольной цене», так и воинские подразделения, осуществляющие эту покупку. 
Известно, что ремонтирование лошадьми в Русских гвардии и армии к 1756 году производилось по распоряжению командиров частей. Комиссия при Военной коллегии ещё в 1755 году отмечала неудовлетворительность конского состава драгунских полков и порядка ремонтирования вообще.
Высочайше, в 1850 году, был учреждён Комитет для составления проекта ремонтирования кавалерии, председателем которого назначен П. П. Ланской. 
По правилам, установленным в Российской империи, в конце XIX столетия, «ремонтные кавалерийские лошади' должны удовлетворять следующим условиям:
- возраст — от 3½ до 7 лет;
- рост:
  - для гвардейских кирасирских полков — от 2 аршин 3 вершков до 2 аршин 5 вершков;
  - для гвардейской лёгкой кавалерии — от 2 аршин 2 вершков до 2 аршин 3 вершков;
  - для армейской кавалерии — от 2 аршин 1½ вершков до 2 аршин 3 вершков;
- масть полагается одинаковая по полкам, в гвардии — обязательно, в армейской кавалерии — по возможности;
- со стороны качеств требуются лошади свежие, сухие, правильно сложенные и лёгкие.»

Поскольку срок службы строевой лошади был установлен в 10 лет, ежегодно каждый полк должен был получать 1/10 штатного количества лошадей.
Ремонтирование осуществлялось офицерами-ремонтёрами, которые находились в ведении инспектора ремонтов кавалерии, по одному на каждый кадр кавалерийского запаса. Сборным пунктом для приобретённых лошадей было ремонтное депо, места для которых назначались командующими войсками в округах, по соглашению с местными губернаторами. Затем лошади сдавались в кадры кавалерийского запаса, где около года проводилась их первоначальная выездка. 
В 1893 году была учреждена должность инспектора ремонтов. В 1909 году ремонтирование всей армии лошадьми всех категорий было передано ремонтными комиссиями, которые состояли в подчинении Управлению по ремонтированию армии. Орудийные лошади закупались, главным образом, в Тамбовской и Приволжских губерниях. Отдельно были выделены Сибирь и Туркестан.
Ремонтные комиссии, на начало XX столетия, по действующему русскому законодательству, относились к Вспомогательным войскам и заведовали покупкой и отправкой лошадей для постоянного ремонта и для заведения вновь конского запаса частей кавалерии, артиллерии, пехоты, инженерного ведомства и полевых жандармских эскадронов.
В 1919 году Управление по ремонтированию армии было включено в состав Всероглавштаба. 
В 1934 году был образован отдел Народного комиссариата обороны Союза ССР по ремонтированию конского состава, который в 1939 году вошёл в состав Главного управления Красной Армии (ГУКА). Ремонтные комиссии существовали при военных округах до середины 1950-х годов и были ликвидированы в связи с полной механизацией всех родов войск.